# Ніщеменко Корній Семенович
Корній Семенович Ніщеменко (26 вересня 1893 — 25 червня 1966) — український громадсько-політичний і державний діяч, член Української Центральної Ради, інженер-економіст, педагог.

## Життєпис
Народився 26 вересня 1893 року в селі Побережка на Київщині, у сім'ї священика. Вступив до Київської духовної семінарії. Згодом прослухав курс у Варшавському університеті. По поверненню до Києва вступив на Історико-філологічний факультет Київського університету Св. Володимира.
У 1916 році був мобілізований до Одеської школи прапорщиків, яку очолював полковник Михайло Омелянович-Павленко. У 1917 році як делегат від школи він був направлений на II Всеукраїнський військовий з'їзд, а згодом брав участь в роботі III Всеукраїнського військового з'їзду, але вже як делегат від Румунського фронту. У 1917 році бере участь в роботі Української Центральної Ради, фракція соціал-демократів. Згодом переходить на службу в Міністерство закордонних справ УНР на посаду директора канцелярії.
У 1920 році працював у Відділі транспортування та забезпечення компанії «Лойд» у Варшаві.

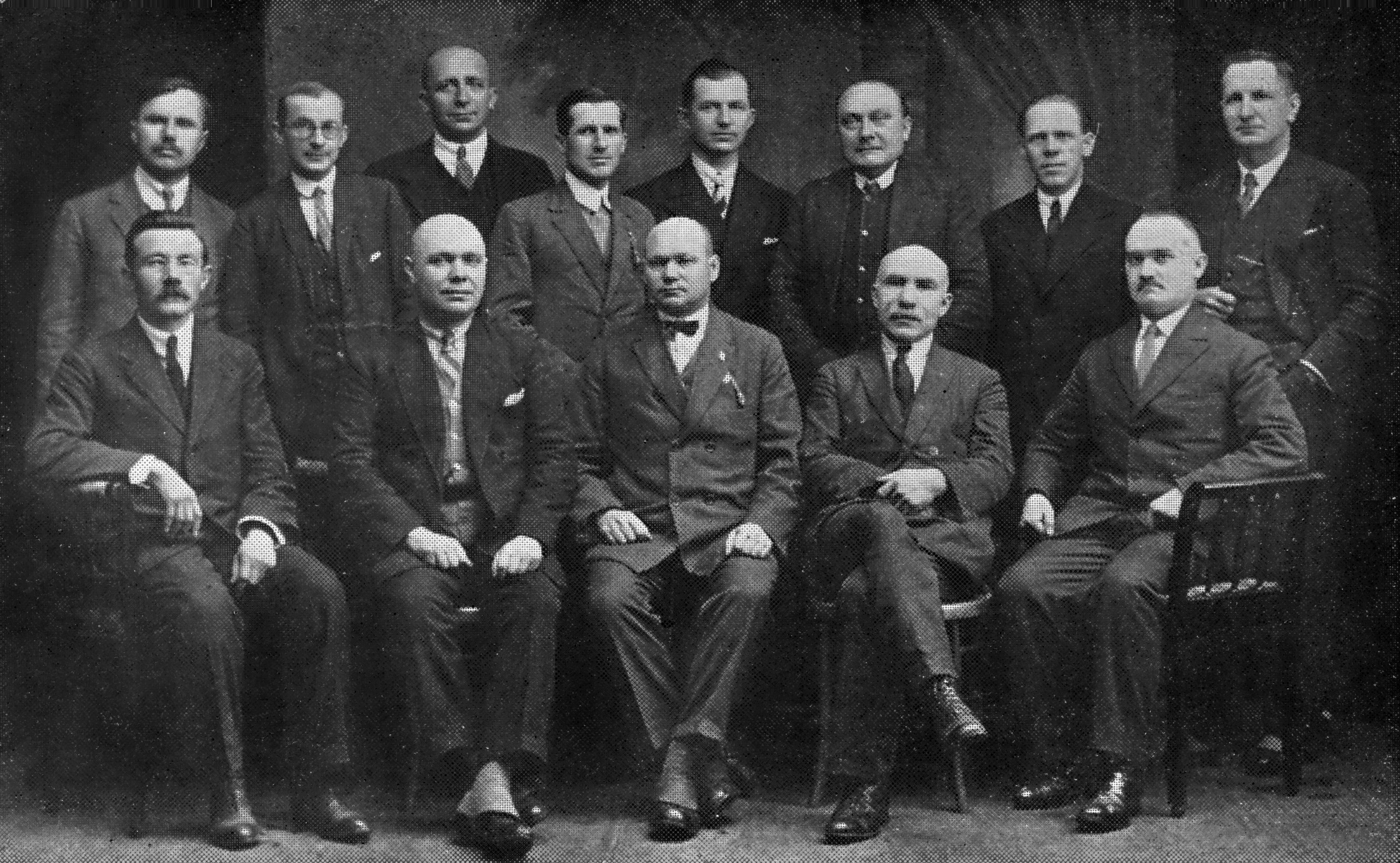
Члени Конференції УСДРП в Подєбрадах 1926 р. Корній Ніщеменко сидить другий зліва.

У 1924 році переїздить до Чехословаччини де вступає на економічно-кооперативний факультет Академії в Подебрадах, який закінчує у 1929 році за фахом інженер-економіст. Після закінчення академії залишається працювати в якості асистента при кафедрі економічної географії. Згодом вчителював в школі в селі Березово біля Хуста на Закарпатті.
Після окупації Закарпаття угорцями у 1939 році виїхав до Німеччини, де працює в українських установах. Він викладав в українській торгівельній школі у Кракові, та одночасно працював секретарем Господарського відділу Українського центрального комітету в Кракові, а згодом у Львові.
З наближенням фронту покидає західну Україну та переїздить до Чехії, де знову вчителює, як лектор УТГІ в Подєбрадах, і в складі персоналу цієї школи евакуюється до Регенсбурга, де Інститут відновив свою діяльність. Тут він отримав підвищення до доцента і займав посаду Продекана Економічного факультету Українського технічно-господарського інституту.
Після переїзду до США, оселився в Детройті, де брав участь в українській громадській діяльності. Після виходу на пенсії викладав історію та географію, був заступником директора курсів в Школі Українознавства (1961—1966).
Помер від запалення легенів 25 червня 1966 року і похований на кладовищі «Мавнт Оливет» в Детройті, штат Мічиган.